# Lenguas de la bahía Geelvink oriental
Las lenguas de la bahía Geelvink oriental o lenguas de Cenderawasih oriental constituyen una familia lingüística formada por una docena de lenguas papúes habladas a lo largo de la costa oriental de la bahía Cenderawasih (también conocida como bahía Sarera o, en la época colonial, bahía Geelvink) en la provincia indonesia de Papúa.

## Clasificación

### Lenguas de la familia
Las lenguas de la bahía Geelvink incluyen:
Turunggare, barapasi, bauzi–demisa, anasi (bapu), burate, kofei, nisa, sauri, tefaro, woria.
De estas, sólo el turunggare, el barapasi y el bauzi se conocen suficientemente bien para demostrar una relación filogenética. Estas tres lenguas son léxicamente similares (> 60 %). La lengua no clasificada kehu, hablada entre los turunggare y los burate, podría resultar ser una lengua emparentada con las lenguas de bahía Geelvink también.

### Relaciones con otras lenguas
C. L. Voorhoeve (1975) sugirió que existía una relación con las lenguas yawanas habladas en la isla Yapen. Esta hipótesis fue tomada por S. Wurm en su clasificación de las lenguas papúes, sin embargo, M. Donahue consideró que las lenguas yawanas no están relacionadas demostrablemente relacionadas con ningún otro grupo.
Clouse 1997 desclasificó las lenguas del llano Lakes y las lenguas del alto río Mamberamo de entre las lenguas trans-neoguineanas, que habían sido así clasificadas por Wurm y consideró que estaban relacionadas con las lenguas de bahía Cenderawasih. Sin embargo, en su clasificación Malcolm Ross (2005) basada en evidencia comparativa para los pronombres, situó a las lenguas de bahía Cenderawasih y a las lenguas yawanas dentro de la tentativa macrofamilia papú occidental.

## Descripción lingüística

### Pronombres
Los pronombres que Ross reconstruye para el proto-geelvink son:
| yo       | *e | nosotros | *i |
| tú       | *o | vosotros | *u |
| él, ella | *a | ellos    | ?  |

### Comparación léxica
Los numerales en diferentes lenguas de la bahía Geelvink oriental son:
| GLOSA | Bauzi-demisa        | Bauzi-demisa            | Anasi-barapasi   | Anasi-barapasi       | Anasi-barapasi | Anasi-barapasi | Anasi-barapasi   | Anasi-barapasi | PROTO- GEELVINK          |
| GLOSA | Bauzi               | Demisa                  | Barapasi         | Kofei                | Nisa           | Sauri          | Tefaro           | Woria          | PROTO- GEELVINK          |
| ----- | ------------------- | ----------------------- | ---------------- | -------------------- | -------------- | -------------- | ---------------- | -------------- | ------------------------ |
| '1'   | 'vamtea             | du'wei / oʔoma.te       | bɔɁ-ɔ'ɾai        | ho'ai                | oamata         | o'ai           | o'ai             | o'ɣumate       | *oʔomate/ *orai          |
| '2'   | be'hasu             | a'him(tɛ) / u̠taɸe       | 'apimi           | a'βimi               | ohie           | a'βimi         | a'hi             | 'uta           | *apimi/ *uta             |
| '3'   | 'latela             | ya'rɛfo / yae           | ɡi'ai            | ʣaⁱ                  | za̠e            | zaⁱ            | zai              | 'jaʔɛ          | *ʣaʔi                    |
| '4'   | ahim labe ahim labe | nɛɡu'tɛfo / neʔeɡu'teɸe | ewo'ɾaɾi         | nɛ.ɛ'gurɛ            | ere            | ʣeⁱ            | ne.e'guteⁱ       | na'ɣutɛ        | *neʔegute                |
| '5'   | auohole             | afu'ʔadɛfo / aɸo̠a       | 'aota 'pɛte      | 'aβe / aⁱ'we         | zumi           | 'aⁱ'βe         | a'heⁱoai         | afo'ɣutɛ       | *apo-~ *apei             |
| '6'   | 'mano'+'otro'       | aimoʔoma̠.te             | zu'muta ɔ'ɾai    | dumulo'ai            | zumabu         | aiwi dumuro'ei | aⁱheⁱo.aⁱ        | amɔrə'matə     | *aim- + 1/ *dumuro- +1   |
| '7'   | 'mano' + 2          | aimutaɸe                | zu'muta 'apimi   | dumu'lawimi zumitahi |                |                | aⁱheⁱmoⁱ.o.oaⁱ   | 'amuta         | *aim- + 2/ *dumuro- +2 * |
| '8'   | 'mano' + 3          | amža                    | zu'muta ɡi'ai    | dumulᵘe'zaⁱ          | zumiʣai        |                | aⁱheⁱ.ahí        | am'ja          | *aim- + 3/ *dumuro- +3   |
| '9'   | 'mano' + 4          | amneɡu̠'teɸ              | zu'muta ewɔ'ɾaɾi | dumulᵘe'zeⁱ          | zumitere       |                | aⁱheⁱ.odjame     | neⁱaɡutɛ       |                          |
| '10'  | au ahim fole        | aita̠ɸ                   | 'aota 'apimi     | aⁱweⁱa'βimi          | awamata        |                | aⁱheⁱ modjo.o.ai | ataᵘ           | *apei apimi              |